# Brienon-sur-Armançon
Brienon-sur-Armançon este o comună în departamentul Yonne, Franța. În 2009 avea o populație de 3,141 de locuitori.

## Evoluția populației
| An        | 1975 | 1982  | 1990  | 1999  | 2006  | 2009  |
| --------- | ---- | ----- | ----- | ----- | ----- | ----- |
| Populație | ...  | 3,154 | 3,088 | 3,234 | 3,177 | 3,141 |